# Тепшинов, Шафран Григорьевич
Шафран Григорьевич Тепшинов (род. 25 августа 1979, Элиста, Республика Калмыкия) — российский политический деятель. Глава Администрации города Элисты с 11 марта 2022 года (временно исполняющий обязанности с 13 февраля по 11 марта 2022).
Ведущий специалист коммунального отдела комитета по коммунальному хозяйству и инфраструктурному развитию Кировского района Волгограда. (2002—2013). Начальник отдела по работе с территориями и ТОС Администрации Кировского района г. Волгограда (2013—2015). Заместитель главы администрации Центрального района Волгограда (2015—2016). Глава администрации Советского района Волгограда (2016—2021). В ноябре 2021 года назначен на должность заместителя Главы Администрации города Элисты.

## Биография

### Ранние годы
Родился 25 августа 1979 года в городе Элиста, Республика Калмыкия. Детство и юность провёл на родине. В 1993 году окончил Школу № 4 и поступил в МБОУ «Элистинский лицей». Окончил учебное заведение в 1996 году.

### Образование
Высшее образование получил в Волгоградской академии государственной службы, окончив её в 2001 году по специальности «Государственное и муниципальное управление».

### Трудовая деятельность
Трудовую деятельность начал в 1995 году подсобным рабочим хлебобулочного цеха ОАО «Хлеб» в Элисте. После окончания университета поступил на работу в Администрацию Кировского района Волгограда, где был ведущим специалистом по транспорту и связи коммунального отдела Администрации. В 2013 году был назначен начальником отдела по работе с территориями и ТОС Администрации Кировского района Волгограда.
В 2013 году стал заместителем начальника отдела учета жилищного фонда и благоустройства Министерства строительства и жилищно-коммунального хозяйства Волгоградской области, затем перешел на прежнюю должность, которую занимал до 6 марта 2015 года.
В 2015 году был назначен заместителем Главы Администрации Центрального района Волгограда.
С 2016 по 2021 год занимал должность Главы Администрации Советского района Волгограда.
В ноябре 2021 года Тепшинов был назначен на должность заместителя Главы Администрации города Элисты.
С 11 марта 2022 года — Глава Администрации города Элисты (временно исполняющий обязанности с 13 февраля по 11 марта 2022).

### Глава Администрации Элисты
11 марта 2022 года депутаты Элистинского городского собрания приняли решение об утверждении Шафрана Тепшинова главой Администрации города Элисты. Помимо него на должность сити-менеджера претендовали заместитель Главы Администрации города Юлия Алакшанова и руководитель аппарата Администрации Элисты Эльза Доржи-Горяева. По заявлению спикера Элистинского городского собрания Николая Орзаева, причиной назначения Тепшинова послужило то, что «Шафран Григорьевич имеет большой опыт работы, и за время работы в Волгограде зарекомендовал себя как грамотный руководитель и эффективный управленец».

### Семья
Женат, двое детей.

## Награды
- Нагрудный знак Госкомстата России «За активное участие во Всероссийской переписи населения 2002 года», 2003 г.
- Почетная грамота главы администрации Кировского района г. Волгограда, 2007 г.
- Благодарность главы администрации Кировского района г. Волгограда, 2010 г.
- Благодарственное письмо председателя Волгоградской городской Думы, 2012 г.
- Почетная грамота администрации Волгограда, 2021 г.